# Венера в кузнице Вулкана
Венера в кузнице Вулкана — картина голландского живописца Антониса ван Дейка. Сюжетом послужила глава из «Энеиды» Вергилия (8:370—385), в которой идет речь о том, как Венера просила Вулкана изготовить комплект военного снаряжения для ее сына — Энея. Картина хранится в музее Лувра, Париж.

## История создания
Картина была создана Антонисом ван Дейком в период пребывания и работы в Антверпене, при дворе эрцгерцогини — Изабеллы Клары Евгении. В отличие от своего учителя Рубенса, он уходит от манеры выполнения с помощью густых красок и лаков, так как считал, что они гасят синие и зеленые тона. Поэтому, большинство своих картин, в том числе и «Венера в кузнице Вулкана» — пишется с помощью смеси орехового масла и свинцовых белил. После полного растворения белил в разогретом масле Антонис ван Дейк фильтровал и остужал лак, после чего использовал на картине, не доводя консистенцию до загустения. При написании картины «Венера в кузнице Вулкана» автор использовал технику «алла-прима», которая исключает предварительный рисунок на холсте, но допускает, в случае надобности, его нанесение углём уже в процессе работы. В итоге Антонис ван Дейк использовал серо-коричневую подмалёвку, наложил локальные черно-коричневые тени, полутона в цвет грунта, а белилами передал свет. Благодаря этому был достигнут эффект потери прозрачности.

## Сюжет картины
В «Энеиде» (8:370—385) Публий Вергилий Марон рассказывает о том, как Венера пришла в кузницу своего мужа Вулкана (Бог-кузнец), где он трудился вместе с циклопами. Она явилась с просьбой изготовить комплект военного снаряжения для Энея (внебрачный сын Венеры и Анхиса). Доспехи ему были нужны для военного похода в Лаций. Поддавшись любовным ухищрениям Венеры, Вулкан выковывает оружие и доспехи, среди которых был щит с изображением будущей истории Рима. Сцена представляет собой кузницу Вулкана, в которой стоит Венера, в сопровождении Купидона, и просит выковать доспехи.

## Описание
Картина была выполнена в стиле барокко. Это станковая живопись масляными красками, материал холста — натуральный хлопок. Типизация картины по форме — вертикальная. Купидон помещён по центру, формат во весь рост стоя, вполоборота. Венера помещена в левой части картины, во весь рост стоя, в три четверти. Вулкан был расположен с правой стороны, во весь рост стоя, с затылка.